# Esperanza (Esperanza Spalding)
Esperanza, pubblicato nel 2008, è il secondo album della bassista e cantante statunitense Esperanza Spalding. L'album raggiunge la terza posizione nella classifica Jazz Albums.

## Tracce
1. Ponta de Areia – 5:39
2. I Know You Know – 3:46
3. Fall In – 3:57
4. I Adore You – 7:27
5. Cuerpo y Alma – 8:01
6. She Got to You – 4:29
7. Precious – 4:24
8. Mela – 6:57
9. Love in Time – 5:47
10. Espera – 4:40
11. If That's True – 7:33
12. Samba Em Preludio – 5:11

## Formazione
- Esperanza Spalding - basso, voce
- Leonardo Genovese - pianoforte, Fender Rhodes
- Jamey Haddad - percussioni
- Otis Brown - batteria
- Horacio Hernandez - batteria (tracce 4,8)
- Ambrose Akinmusire - tromba (traccia 8)